# Min tjej 2
Min tjej 2 (originaltitel: My Girl 2) är en amerikansk dramafilm från 1994 regisserad av Howard Zieff.

## Handling
Vada har börjat fundera över sin egen bakgrund, när hon i skolan får i uppgift att skriva ett arbete om en person som hon beundrar men aldrig har träffat så väljer hon att skriva om sin mamma. Vada reser till Los Angeles för att ta reda på vem hennes mamma egentligen var.

## Utmärkelser
Chlumsky belönades med sin andra Young Artist Award för sin prestation i filmen.

## Roller
- Vada – Anna Chlumsky
- Harry (Vadas pappa) – Dan Aykroyd
- Shelly (Harrys nya fru) – Jamie Lee Curtis
- Phil (Vadas farbror) – Richard Masur